# ОШ „Вук Караџић” ИО Каменица
Основна школа „Вук Караџић" у Каменици је истурено одељење ОШ „Вук Караџић” из Рибнице.

## Историјат
Први ђаци из Каменице, у другој половини 19. века, ишли су у школу која се налазила у Жичи. Године 1894. указом Александра Обреновића отворена је школа у Каменици. Од 1894. до 1905. учитељи су долазили из Жиче или тачније из места Крушевица и држали наставу у истуреном одељењу у Каменици.
У Првом светском рату претрпела је оштећења, па није радила од 1915. па до 1921. године. Зграда је била оштећена и из ње је био однет целокупни инвентар. 1924. године из Далмације је дошао учитељ Милош Симић и он је извео и описменио многе генерације.
У старој згради из 1894. године извођена је настава све до 1969. године када је те исте године изграђена нова школа у којој данас деца похађају наставу.

## Школа данас
Данас у четири разреда са укупно 18 ученика изводе наставу две учитељице. Школа је добро опремљена, тако да се може изводити савремена настава. Поседује два компјутера са интернет мрежом, касетофоне, савремене табле, видео бим и другу опрему.
Школска библиотека броји 350 наслова.